# 1636

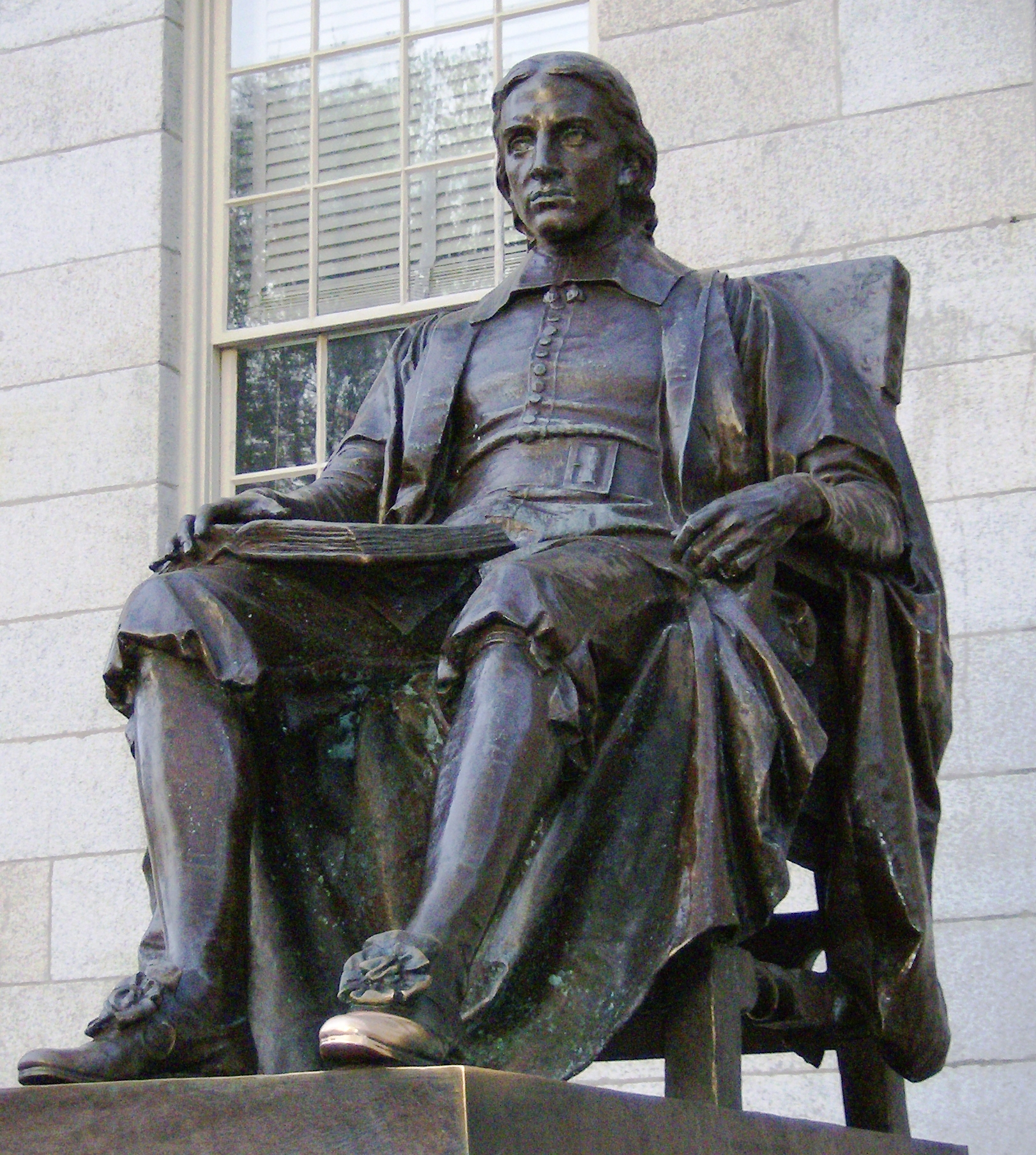
Estátua de John Harvard, o principal benfeitor do New College na cidade de Cambridge, no estado de Massachusetts, Estados Unidos, que depois se passou a chamar Universidade de Harvard em sua homenagem.

- Wikisource

| Calendário gregoriano                                                        | 1636 MDCXXXVI                       |
| Ab urbe condita                                                              | 2389                                |
| Calendário arménio                                                           | 1085 – 1086                         |
| Calendário bahá'í                                                            | -208 – -207                         |
| Calendário budista                                                           | 2180                                |
| Calendário chinês                                                            | 4332 – 4333 Início a 7 de fevereiro |
| Calendário copta                                                             | 1352 – 1353                         |
| Calendário etíope                                                            | 1628 – 1629                         |
| Calendários hindus - Vikram Samvat - Calendário nacional indiano - Cáli Iuga | 1691 – 1692 1557 – 1558 4736 – 4737 |
| Calendário Holoceno                                                          | 11636                               |
| Calendário islâmico                                                          | 1046 – 1047                         |
| Calendário judaico                                                           | 5396 – 5397                         |
| Calendário persa                                                             | 1014 – 1015                         |
| Calendário rúnico                                                            | 1886                                |
| Calendário solar tailandês                                                   | 2179                                |

1636 (MDCXXXVI, na numeração romana) foi um ano bissexto do século XVII do actual Calendário Gregoriano, da Era de Cristo, e as suas letras dominicais foram  F e E (52 semanas), teve início a uma terça-feira e terminou a uma quarta-feira.
| Ano completo                          |
| ------------------------------------- |
| Ano bissexto com início à terça-feira |

## Eventos
- 3 de agosto - Um furacão atinge a ilha Terceira, a forte tempestade atinge a ilha causando graves danos.
- Fundação da primeira sinagoga do Novo Mundo, Sinagoga Kahal Zur Israel, no Recife por judeus neerlandeses.
- Fundação da província de Rhode Island por Roger Williams.

### Setembro
- 8 de setembro - Fundação da Universidade de Harvard, como a primeira instituição de ensino superior dos Estados Unidos.

### Em andamento
- Guerra dos Trinta Anos (1618–1648)

## Nascimentos
- 23 de dezembro - Gregório de Matos,  advogado e poeta brasileiro (m. 1695).
- data desconhecida
  - Luís de Vasconcelos e Sousa, conde de Castelo Melhor, político e diplomata português (m. 1720).
  - Manuel Botelho de Oliveira, advogado, político e poeta barroco brasileiro (m. 1711)

## Mortes
- 22 de Fevereiro - Santorio Santorio, professor, médico e fisiologista italiano. (n. 1561)
- 09 de Agosto - Gregorius Horstius, foi médico, anatomista e Professor de Medicina da Universidade Justus Liebig de Gießen (n. 1584).